# Афэуорк Гэбрэ Иесус
Афэуо́рк (Афэво́рк) Гэ́брэ Иесу́с (амх. አፈወርቅ ገብረ ኢየሱስ, Afäwarq Gäbrä Iyäsus; 1868—1947) — эфиопский писатель и языковед.

## Биография и творчество
Книга Афэуорка Гэбрэ Иесуса «История, рождённая сердцем», напечатанная на амхарском языке в 1908 году в Риме, стала первой крупной литературной работой на амхарском языке. Это произведение до сих пор популярно в Эфиопии, являя собой пример классики эфиопской литературы.
Афэуорк Гэбрэ Иесус часто путешествовал по Европе, побывал в США. Долго прожил в Италии, после чего создал первый «Итало-амхарский разговорник» и «Грамматику амхарского языка», которые были опубликованы в 1905 году. Всё это свидетельствует о высоком уровне знания языка Афэуорком Гэбрэ Иесусом, о его стремлении дать толчок развитию современного амхарского языка. 
Тем не менее, его поддержка итальянских оккупантов во время обеих итало-эфиопских войн сделала его противоречивой фигурой в истории страны. Впрочем, его преданность итальянцам не помешала тем арестовать и депортировать его на волне репрессий после покушения на маршала Грациани. На родину он смог вернуться только в 1938 году, а после возвращения Хайле Селассие был арестован и осуждён за госизмену к смертной казни, заменённой на пожизненное заключение.
Другие произведения Афэуорка Гэбрэ Иесуса: «Гид путешественника по Абиссинии», «Менелик II, император Эфиопии», «Отчёт о путешествии наследника трона и регента Эфиопской империи Тэфэри Мэконнына».